# Дымчатый улиткоед
Дымчатый улиткоед (лат. Sibon nebulata) — вид змей из семейства ужеобразных.
Общая длина достигает 80 см. Голова широкая, хорошо отграничена от туловища, немного сжатая с боков. Глаза большие. Туловище тонкое, уплощённое с гладкой чешуей. Челюсти приспособлены к изъятию моллюсков из раковин. Окраска пёстрая: на основном коричневом фоне присутствует множество светлых пятен или полос.
Любит ливневые леса. Встречается на деревьях, орхидных, воздушных растениях. Активен ночью. Питается улитками.
Это яйцекладущая змея.
Обитает на юго-востоке Мексики, в Центральной Америке, на севере Южной Америки.